# 唐慶
唐庆（？—1232年），蒙古帝国将领。
唐庆在成吉思汗铁木真麾下担任管军万户。在南征金朝时，为元帅左监军。1227年，賜虎符，授龍虎衛上将軍，命他出使金朝。1232年奉窝阔台汗之命为国信使，再次出使金朝。取金质子，督岁币。金朝曹王完颜訛可到官山拜见窝阔台。七月，唐庆至开封府，又令金哀宗取消帝号称臣，金哀宗不听，唐慶于是侮辱哀宗，半夜被金哀宗派兵杀死。同时被杀的，还有其弟唐山禄、唐興禄，及从行者十七人。滅金后，蒙古購求唐庆屍体不得，于是厚恤其家，賜金五十斤，其子荫官，計其家人口，給糧食赡養。